# Christine Luise von Oettingen-Oettingen

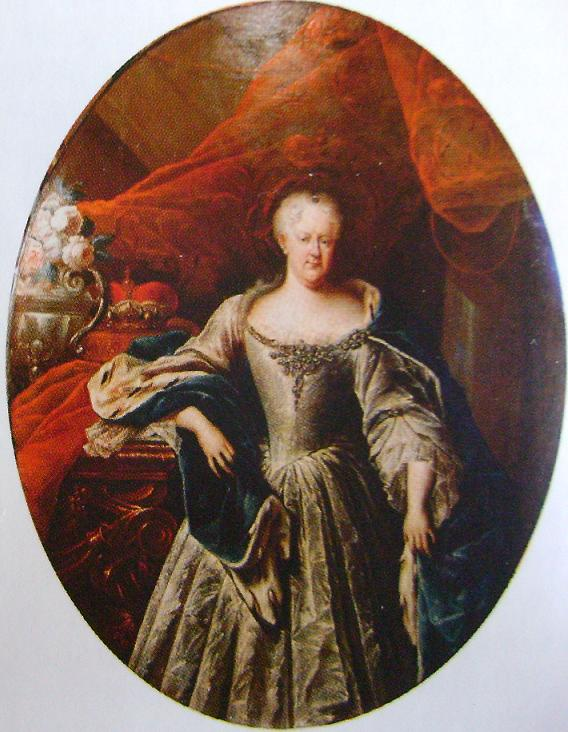
Christine Luise von Oettingen, Herzogin von Braunschweig-Wolfenbüttel, Gemälde aus dem Kaisersaal im Schloss Blankenburg, ca. 1720

Christine Luise von Oettingen-Oettingen (* 30. März 1671 in Oettingen; † 12. November 1747 in Blankenburg) war Prinzessin zu Oettingen-Oettingen und durch Heirat Herzogin zu Braunschweig und Lüneburg, Fürstin von Braunschweig-Wolfenbüttel sowie Fürstin von Blankenburg.

## Leben
Christine Luise war eine Tochter des Grafen Albrecht Ernst I. zu Oettingen-Oettingen (1642–1683), der 1674 in den Reichsfürstenstand erhoben wurde und Oberhaupt der evangelischen Linie Oettingen-Oettingen des Fürstenhauses Oettingen war, und dessen Gemahlin Herzogin Christine Friederike von Württemberg (1644–1674). Fürst Albrecht Ernst II. war ihr älterer Bruder. Nachdem ihre Mutter früh verstorben war, wurde sie auf Schloss Aurich durch ihre Tante Christine Charlotte von Ostfriesland, geborene Prinzessin von Württemberg, erzogen. Am dortigen Hof entdeckte sie auch ihre Leidenschaft fürs Theater und spielte bereits mit 11 Jahren die weibliche Hauptrolle in der Aufführung des Stückes Le Cid von Pierre Corneille, in dem sie mehr als 500 französische Verse beherrschen musste. Gemeinsam mit ihrem späteren Gemahl trat sie 1689 in der Tragödie Bérénice von Jean Racine wiederum als Hauptfigur auf.

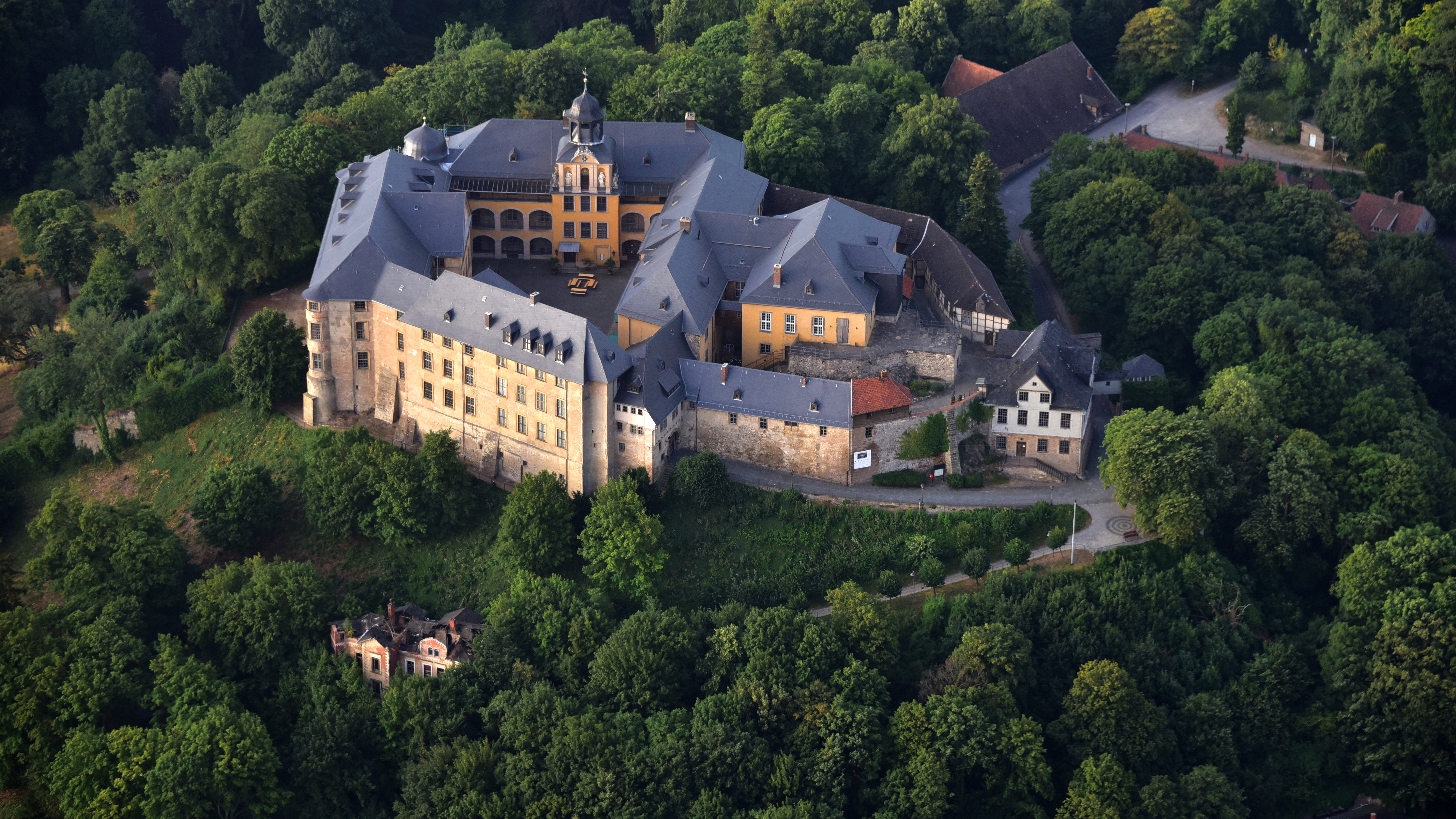
Schloss Blankenburg (Harz)

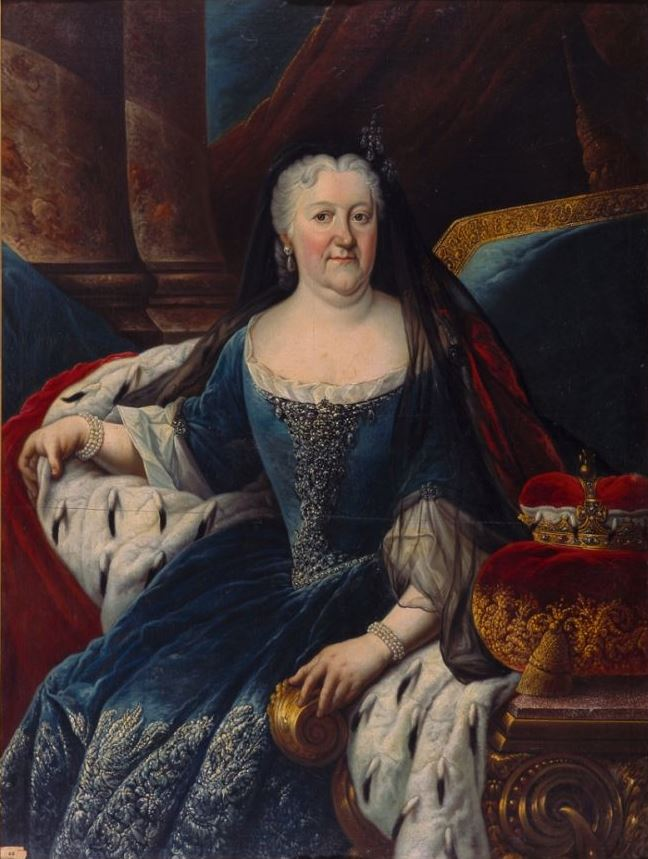
Christine Luise als Witwe

Die Prinzessin heiratete am 22. April 1690 in Aurich Prinz Ludwig Rudolf von Braunschweig-Wolfenbüttel. Christine Luise residierte mit ihrem Mann ab 1707 auf Schloss Blankenburg (Harz), welches ihm, als jüngerem Sohn des Herzogs, mit der Grafschaft Blankenburg, einer braunschweigischen Exklave, als Apanage von seinem Vater verliehen wurde. Die Grafschaft wurde 1707 von Kaiser Joseph I. zum Fürstentum erhoben, nachdem Christine Luises Tochter als Braut seines Bruders, des damaligen spanischen Königs und nachmaligen Kaisers Karl VI. ausersehen war. In Blankenburg (Harz) entfalteten Ludwig Rudolf und Christine Luise ein aufwändiges Hofleben. Zu Ehren seiner Ehefrau errichtete er 1725 das Kleine Schloss in Blankenburg (ihren späteren Witwensitz, der aber erst nach ihrem Tode seine heutige Fassade erhielt) und 1728 auf dem Calvinusberg ein heute nicht mehr existierendes Lusthaus, die Luisenburg.
Gemeinsam unterstützten sie das Bestreben der Friederike Caroline Neuber (Neuberin) um eine deutsche Theaterreform. Ludwig Rudolph war deren großer Mäzen. Aber auch Christine Luise engagierte sich bei Theateraufführungen und scharte Künstler und Gelehrte aus ihrer ehemaligen Heimat Oettingen und Ostfriesland um sich. Zu diesen gehörte unter anderem der Bibliothekar Georg Septimus Andreas von Praun. Christine Luise nahm mehrfach Einfluss auf ihren Ehemann in politischen und personellen Fragen.
Als sein kinderloser Bruder August Wilhelm 1731 starb, übernahm Ludwig Rudolf die Regierung des Fürstentums Braunschweig-Wolfenbüttel mit Blankenburg. Das Ehepaar zog in das Schloss Wolfenbüttel, während das Braunschweiger Schloss noch durch Hermann Korb erbaut wurde. Im Jahre 1735 kehrte Christine Luise als Witwe nach dem Tod ihres Gatten von Braunschweig nach Blankenburg zurück, welches sie kulturell förderte und für den Erhalt und Ausbau der Schlossanlage sorgte. Auf Schloss Blankenburg beschäftigte sie den nach der Katte-Affäre 1730 in Ungnade gefallenen Jacques Égide Duhan de Jandun, den ehemaligen Erzieher des Kronprinzen Friedrich von Preußen. Friedrich hatte seinem Vater, dem Soldatenkönig, versprechen müssen, Duhan bei einem möglichen Zusammentreffen mit den Großeltern seiner Frau, dem Herzogspaar, nicht anzureden. Nach dem Tod seines Vaters holte Friedrich der Große Duhan wieder an den preußischen Hof zurück.
Des Weiteren hatte Christine Luise von 1739 bis zu ihrem Tod eine türkische Kammerfrau Anna Charlotte Rhebisch, die sie in Rechnen und Schreiben ausbilden ließ und deren Hochzeit mit einem Pfarrer sie noch 1747 arrangiert hatte. Die Zeremonie erlebte sie jedoch nicht mehr.
Christine hatte aus ihrer Ehe mit Ludwig Rudolf vier Töchter, von denen drei das Erwachsenenalter erreichten. Ihr Schwiegervater Anton Ulrich verheiratete diese so geschickt, dass Christine Luise Großmutter von Kaiserin Maria Theresia, Zar Peter II., der preußischen Königin Elisabeth Christine und der dänischen Königin Juliane wurde. Sie verfügte, dass die reichhaltige Bibliothek ihres Gemahls zur Erinnerung an ihn auf Schloss Blankenburg verbleiben sollte. Diese wurde jedoch später nach Braunschweig in das 1745 eröffnete Collegium Carolinum und 1764 in die Herzog August Bibliothek nach Wolfenbüttel überführt.
Christine Luise wurde an der Seite ihres Mannes im Dom von Braunschweig bestattet.

## Nachkommen
- Elisabeth Christine (1691–1750) ⚭ 1708 Kaiser Karl VI. (Habsburger)
  - Kaiserin Maria Theresia (1717–1780)
- Charlotte Auguste (1692–1692)
- Charlotte Christine Sofie (1694–1715) ⚭ 1711 Zarewitsch Alexei von Russland
  - Zar Peter II. (1715–1730)
- Antoinette Amalie (1696–1762) ⚭ 1712 Herzog Ferdinand Albrecht II. zu Braunschweig und Lüneburg
  - Elisabeth Christine (1715–1797) ⚭ 1733 Friedrich II. der Große, König von Preußen
  - Luise Amalie (1722–1780) ⚭ 1742 August Wilhelm von Preußen, Bruder Friedrichs II., Vorfahren der späteren Hohenzollern-Könige
  - Juliane Marie (1729–1796) ⚭ 1752 König Friedrich V. von Dänemark (1723–1766)